# 五山镇 (谷城县)
五山镇，是中华人民共和国湖北省襄阳市谷城县下辖的一个乡镇级行政单位。

## 行政区划
五山镇下辖以下地区：
闻畈街社区、谢湾街社区、闻家畈村、下七坪村、昝家铺村、杨家老湾村、金家店村、田家河村、黄山垭村、堰河村、西湾村、秦家畈村、邓家坪村、何家湾村、黄峪铺村、熊家岗村、九里岗村、四棵树村、东湾村、夏家寨村、黄龙沟村和小星店村。